# Insjön, Småland
Insjön är en sjö i Alvesta kommun i Småland och ingår i Mörrumsåns huvudavrinningsområde.